# Криночевка
Криночевка — река в России, протекает в Бабушкинском районе Вологодской области. Устье реки находится в 368 км по левому берегу реки Унжа. Длина реки составляет 10 км.
Исток Криночевки расположен в лесном массиве близ границы с Костромской областью в 12 км к юго-востоку от деревни Легитово (Березниковское сельское поселение).
Криночевка течёт на северо-запад по ненаселённому лесному массиву, крупнейший приток — Сосновка (правый). Впадает в Унжу в 8 км к югу от деревни Легитово.

## Данные водного реестра
По данным государственного водного реестра России относится к Верхневолжскому бассейновому округу, водохозяйственный участок реки — Унжа от истока и до устья, речной подбассейн реки — Бассей притоков Волги ниже Рыбинского водохранилища до впадения Оки. Речной бассейн реки — (Верхняя) Волга до Куйбышевского водохранилища (без бассейна Оки).
Код объекта в государственном водном реестре — 08010300312110000014856.